# Charles Laurenti Robaudi
Pour les articles homonymes, voir Laurenti.
Le comte Charles Laurenti Robaudi, ou Carlo Laurenti Roubaudi, né en 1817 à Nice (alors province de Nice du royaume de Sardaigne) et mort en 1876 à Nice (Alpes-Maritimes), est un homme politique sarde, député de Nice puis de Palerme au parlement du royaume de Sardaigne à Turin dans les années 1860.

## Biographie
Né à Nice en 1817, mort à Nice le 3 janvier 1876, propriétaire rentier, il était le fils de Caroline Robaudi et de Vitalin Laurenti, trésorier provincial à Nice, qui a obtenu le titre de comte puis, en 1832, le droit d'ajouter à son nom celui de Robaudi.
Élève à l'Académie militaire de Turin, Charles Laurenti Robaudi devient officier des grenadiers, mais il quitte l'armée sarde en 1841. Il exerce alors différents mandats politiques locaux à Nice à partir de 1848 et réintègre l'armée au moment de la première guerre d'indépendance italienne avec le grade de lieutenant. Il soutient dès lors la politique de Cavour et, en 1853 ou 1854, est nommé colonel commandant de la Garde nationale de Nice, poste qu'il occupe jusqu'en 1859. En 1855 ou 1856, il est également élu député du deuxième collège de Nice au parlement du royaume de Sardaigne, en remplacement de Jules Avigdor (Giulio Avigdor), décédé. Il siège alors à gauche. 
Également élu conseiller municipal et conseiller provincial de Nice, il est ensuite réélu député de Nice au parlement du royaume de Sardaigne en 1860. C'est en tant que tel qu'il proteste très vivement contre l'annexion du comté de Nice à la France de Napoléon III, le 6 ou le 12 avril 1860, au Parlement de Turin.
Après le plébiscite, il démissionne en même temps que Giuseppe Garibaldi, également élu député de Nice en 1860, pour protester contre l'annexion. Il refuse la nationalité française, à laquelle il avait droit en tant que natif de Nice, et choisit la nationalité italienne. Il est par la suite député de Palerme, il se rapproche de l'extrême gauche mais démissionne à la fin de l'année 1863. À la fin de sa vie, il se retire à Nice.
Il est l'époux de Sabine Crespel de l'Alp.

## Mandats
- Conseiller municipal de Nice.
- Conseiller provincial de Nice.
- Député de Nice au Parlement de Turin.
- Député de Palerme, 1860-1863.